# Université de l'aviation civile de Chine
L'Université de l'aviation civile de Chine est une université nationale chinoise sous tutelle de l'administration de l'aviation civile de Chine. Elle a été créée en 1951 pour former les cadres de l'aviation civile chinoise et les pilotes de ligne des compagnies aériennes du pays. Elle est située sur l'aéroport international de Tianjin Binhai et est divisée en deux campus : le campus nord et le campus sud pour un total de 1,03 million de mètres carrés.

## Histoire
L'Université de l'aviation civile de Chine a été fondée en 1951 pour former le personnel de l'aviation civile chinoise. Elle a fêté son cinquantenaire le 22 septembre 2001 à Tianjin . L'université est sous tutelle de l'administration de l'aviation civile de Chine. Elle compte aujourd'hui 1000 personnes incluant 450 personnes affectées à l'enseignement, 34 professeurs permanents, 162 professeurs vacataires.
La population étudiante est d'environ 10000 élèves dont 6200 en formation initiale et 2500 en formation continue.
L'université compte environ 30000 anciens élèves depuis sa création.
Elle contribue à l'échange d'étudiants internationaux à travers ses relations avec l'IATA, l'OACI, la FAA, la JAA, Boeing, Airbus, Pratt & Whitney, Rolls-Royce ainsi que ses universités partenaires en Angleterre, Australie, France, Russie et États-Unis,.

## Structure

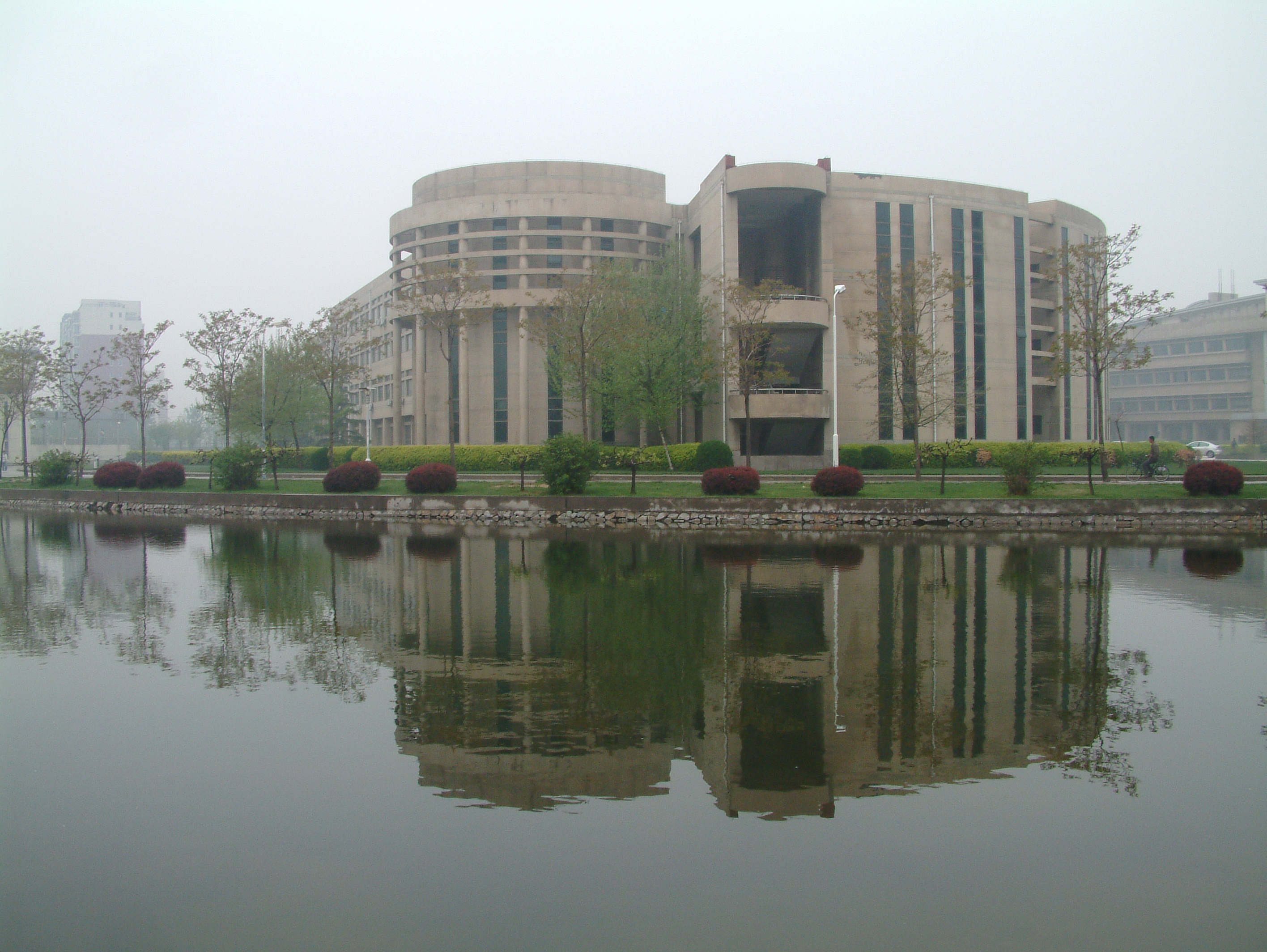
Vue générale de l'université

L'Université se compose de neuf collèges, cinq départements, sept mastères spécialisés dont quatre avec l'École nationale de l'aviation civile française, dix sept formations initiales et quinze programmes de formation continue.
Les neuf collèges sont les suivants: mécanique aéronautique et avionique, gestion du trafic aérien, ingénierie des transports, sécurité en science et technologie, informatique et technologie, sciences humaines et sociales, management, sciences, personnel navigant commercial, école de pilotage, formation continue.

## Recherche
UACC compte onze instituts de recherche couvrant les thématiques suivantes : la sécurité aérienne, l'aéronef, le diagnostic des problèmes moteur, l'économie de l'aviation civile, le management du transport aérien, l'informatique et les logiciels d'application.
Durant les cinq dernières années, le taux de croissance des projets de recherche a été de 78 % et les fonds correspondants de 154 %. Dix-huit projets ont été labellisés par Tianjin et l'administration de l'aviation civile de Chine.

## Bibliothèque
L'Université abrite une bibliothèque située sur le campus sud qui possède une grande quantité d'œuvres en mandarin et langues étrangères, journaux et documents techniques sur l'aviation civile : plus de 360000 livres couvrant 886 sujets en mandarin et 213 en langues étrangères, 70 journaux et plus de 2380 supports électroniques (CD-ROM, vidéos, etc). La bibliothèque compte également 10 bases de données en ligne. Elle occupe une surface totale de 14 944 m2.